# Baksipart
Baksipart az egységes országos magassági alaphálózat (EOMA) és az integrált országos geodéziai alaphálózat (INGA) részét képező egyik földmérési alappont megnevezése, amely Sátoraljaújhely közigazgatási területén található.
Egyike az 1948 és 1964 között kiépült III. országos (Bendefy-féle) szintezési hálózat keretében létesített 8 db ún. sziklás főalappontnak, amelyeket hegységek sziklakibúvásaira telepítettek. Ezek földalatti üregben elhelyezett 3-3 szintezési gombot jelentenek, két fedlappal védve. 
Ezek a főalappontok részei a ma is használatos egységes országos magassági alaphálózatnak (EOMA). 
Az EOMA összesen 40 főalappontja között 15 db sziklára telepített pont közé tartozik a III. országos (Bendefy-féle) szintezési hálózat 8 db főalappontja is). 

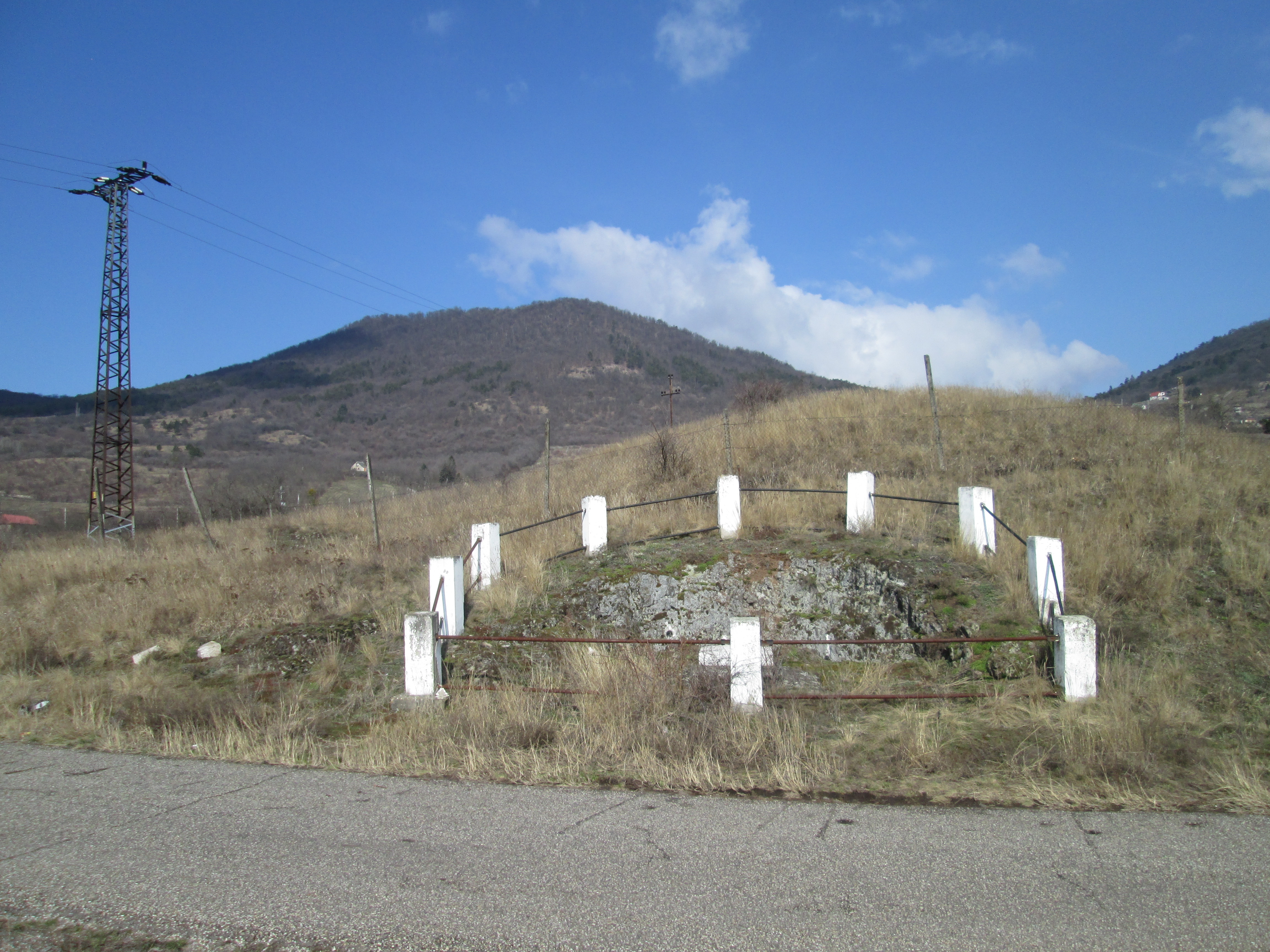
Baksipart főalappont, Sátoraljaújhely

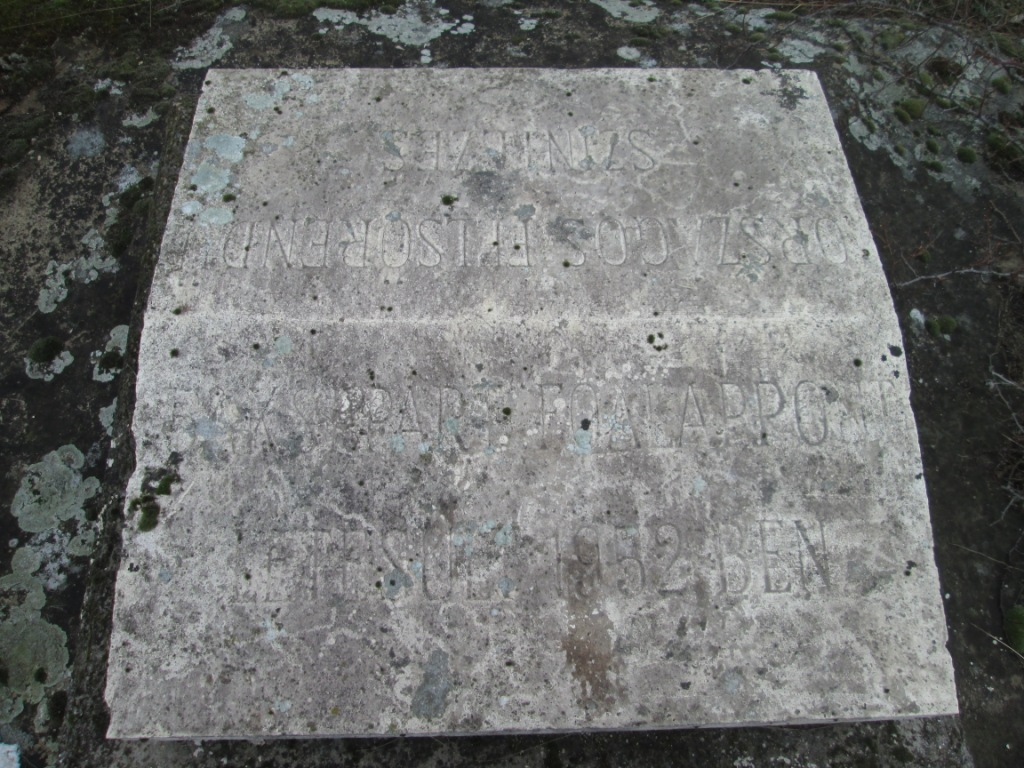
Baksipart főalappont fedkő felirat: létesült 1952-ben

A 8 sziklás főalappont helye:
1. Cák
2. Diszel
3. Mórágy
4. Nadap
5. Budapest
6. Kemence
7. Szarvaskő
8. Baksipart (Sátoraljaújhely)[3]